# Danaea ulei
Danaea ulei är en kärlväxtart som beskrevs av Christ. Danaea ulei ingår i släktet Danaea, och familjen Marattiaceae. Inga underarter finns listade i Catalogue of Life.